# Diocesi di Rulenge-Ngara
La diocesi di Rulenge-Ngara (in latino Dioecesis Rulengensis-Ngaraensis) è una sede della Chiesa cattolica in Tanzania suffraganea dell'arcidiocesi di Mwanza. Nel 2022 contava 408.093 battezzati su 1.280.950 abitanti. È retta dal vescovo Severine Niwemugizi.

## Territorio
La diocesi si trova nella parte nord-occidentale della Tanzania e comprende i distretti di Biharamulo e Ngara nella regione del Kagera e il distretto di Chato nella regione di Geita.
Sede vescovile è la città di Rulenge, dove si trova la procattedrale di Cristo Re.
Il territorio è suddiviso in 29 parrocchie.

## Storia
Il vicariato apostolico di Bukoba fu eretto l'8 aprile 1929 con il breve Ad fidem catholicam di papa Pio XI, ricavandone il territorio dai vicariati apostolici di Tabora (oggi arcidiocesi) e di Victoria-Nyanza (oggi arcidiocesi di Mwanza).
Il 25 marzo 1953 il vicariato apostolico fu elevato a diocesi con la bolla Quemadmodum ad Nos di papa Pio XII. Originariamente era suffraganea dell'arcidiocesi di Tabora. Questa diocesi di Bukoba non è da confondersi con l'attuale, che trae invece origine dal vicariato apostolico del Kagera inferiore, eretto il 13 dicembre 1951.
Il 21 giugno 1960 in forza del decreto Eminentissimus della Sacra Congregazione di Propaganda Fide la diocesi ha ceduto una porzione di territorio alla diocesi di Rutabo, comprendente anche la sede vescovile Bukoba, che è stata trasferita nella città di Rulenge. La diocesi di Rutabo ha mutato allora denominazione, acquisendo quella di diocesi di Bukoba, mentre la presente diocesi ha assunto il nome di diocesi di Rulenge.
Il 18 novembre 1987 è entrata a far parte della provincia ecclesiastica di Mwanza.
Il 14 agosto 2008 ha ceduto una porzione del suo territorio a vantaggio dell'erezione della diocesi di Kayanga e per effetto del decreto Cum Congregatio della Congregazione per l'evangelizzazione dei popoli ha assunto il nome attuale.

## Cronotassi dei vescovi
Si omettono i periodi di sede vacante non superiori ai 2 anni o non storicamente accertati.
- Burkhard Huwiler, M.Afr. † (18 marzo 1929 - 20 marzo 1946 dimesso)
- Lorenzo Tétrault, M.Afr. † (13 novembre 1947 - 20 marzo 1951 deceduto)
- Alfred Lanctôt, M.Afr. † (13 dicembre 1951 - 30 maggio 1969 deceduto)
- Christopher Mwoleka † (26 giugno 1969 - 8 novembre 1996 dimesso)
- Severine Niwemugizi, dall'8 novembre 1996

## Statistiche
La diocesi nel 2022 su una popolazione di 1.280.950 persone contava 408.093 battezzati, corrispondenti al 31,9% del totale.
| anno | popolazione | popolazione | popolazione | presbiteri | presbiteri | presbiteri | presbiteri                | diaconi | religiosi | religiosi | parrocchie |
| anno | battezzati  | totale      | %           | numero     | secolari   | regolari   | battezzati per presbitero | diaconi | uomini    | donne     | parrocchie |
| ---- | ----------- | ----------- | ----------- | ---------- | ---------- | ---------- | ------------------------- | ------- | --------- | --------- | ---------- |
| 1950 | 111.581     | 523.903     | 21,3        | 70         | 25         | 45         | 1.594                     |         | 13        | 97        | 17         |
| 1957 | 96.631      | 421.918     | 22,9        | 73         | 12         | 61         | 1.323                     |         | 11        | 107       | 16         |
| 1970 | 105.271     | 274.914     | 38,3        | 43         | 14         | 29         | 2.448                     |         | 37        | 38        | 14         |
| 1980 | 148.539     | 458.423     | 32,4        | 47         | 27         | 20         | 3.160                     |         | 27        | 138       | 15         |
| 1990 | 192.825     | 559.025     | 34,5        | 52         | 42         | 10         | 3.708                     |         | 20        | 206       | 15         |
| 1999 | 494.884     | 925.200     | 53,5        | 64         | 59         | 5          | 7.732                     |         | 11        | 227       | 20         |
| 2000 | 504.500     | 871.436     | 57,9        | 62         | 57         | 5          | 8.137                     |         | 11        | 189       | 20         |
| 2001 | 533.006     | 871.436     | 61,2        | 64         | 58         | 6          | 8.328                     |         | 13        | 193       | 23         |
| 2002 | 549.783     | 894.963     | 61,4        | 59         | 54         | 5          | 9.318                     |         | 12        | 186       | 25         |
| 2003 | 564.378     | 939.833     | 60,1        | 58         | 54         | 4          | 9.730                     |         | 10        | 161       | 25         |
| 2004 | 595.773     | 1.171.209   | 50,9        | 59         | 56         | 3          | 10.097                    |         | 9         | 146       | 25         |
| 2008 | 344.054     | 767.359     | 44,8        | 48         | 46         | 2          | 7.167                     |         | 4         | 164       | 15         |
| 2010 | 168.921     | 835.000     | 20,2        | 41         | 39         | 2          | 4.120                     |         | 8         | 303       | 15         |
| 2014 | 196.000     | 942.000     | 20,8        | 45         | 43         | 2          | 4.355                     |         | 9         | 151       | 19         |
| 2017 | 343.053     | 1.052.000   | 32,6        | 49         | 47         | 2          | 7.001                     |         | 8         | 158       | 20         |
| 2020 | 388.713     | 1.066.490   | 36,4        | 53         | 51         | 2          | 7.334                     |         | 8         | 280       | 27         |
| 2022 | 408.093     | 1.280.950   | 31,9        | 58         | 56         | 2          | 7.036                     |         | 8         | 301       | 29         |